# خودکشی میان آهنگ‌سازان
خودکشی میان آهنگ‌سازان به رابطه بین اعضای یک خرده فرهنگ طرفدار موسیقی و عمل خودکشی اشاره دارد. پژوهش گران رابطه بین خرده‌فرهنگ‌های هِوی مِتال، گوت،ایمو، و اپرا با خودکشی را مورد مطالعه قرار داده‌اند.

## خرده فرهنگ گوت
طبق پژوهشی که در مجله پزشکی بریتیش مدیکال ژورنال منتشر شده‌است، «اینکه فردی خود را متعلق به خرده فرهنگ گوت (در برخی مقاطع زندگی یا به طور کل) بداند، بهترین پیش بینی کننده رفتار خود آزارانه و اقدام به خودکشی، به ویژه در بین نوجوانان بوده‌است». این احتمالاً به دلیل نوعی سازوکار گزینشی از سوی فرد است؛ چراکه در این پژوهش، افرادی که می‌خواستند به خود آسیب برسانند بعداً به خرده‌فرهنگ گوت ملحق می‌شدند. این سبب می‌شود از نظر آماری درصد افرادی که خود را به عنوان گوت معرفی می‌کنند، افزایش داشته باشد. طبق گزارش گاردین، احتمال آسیب رساندن به خود یا اقدام به خودکشی میان برخی از نوجوانان گوت بیش‌تر است. یک پژوهش انجام شده توسط مجله مدیکال ژورنال روی ۱٬۳۰۰ دانش آموز مدرسه‌ای اسکاتلندی، که از کودکی تا سالهای نوجوانی آنان را در بر می‌گرفت، مشخص کرد که ۵۳٪ از نوجوانان گوت سعی در آسیب رساندن به خود و ۴۷٪ نیز اقدام به خودکشی کرده بودند. این مطالعه نشان داد که «همبستگی، قوی تر از هر پیش بینی کننده دیگر» است. در این مطالعه ۱۵ نوجوان خود را متعلق به خرده‌فرهنگ گوت معرفی نموده که از این تعداد ۸ تن با روش‌های گوناگون به خود آسیب رسانده بودند، ۷ تن با بریدن، خراشیدن یا تیغ‌زدن خودآزاری کرده بودند و ۷ تن نیز اقدام به خودکشی کرده بودند.
نویسندگان اظهار داشتند که بیشترین صدمه به خود در نوجوانان قبل از پیوستن به خرده فرهنگها انجام شده‌است و این پیوستن به خرده فرهنگ‌ها در واقع برای آن‌ها نقش حفاظت‌کننده دربرداشته و به آنها در مقابله با پریشانی در زندگی کمک می‌کرده‌است. نویسندگان همچنین باور داشتند که این پژوهش برپایه یک جامعه آماری کوچک انجام گرفته و در صورت امکان، نیاز به تکرار چنین پژوهش‌هایی برای تأیید نتایج است. همچنین این پژوهش به دلیل استفاده از تنها یک نمونه کوچک از نوجوانان گوت و عدم در نظر گرفتن سایر تأثیرات و تفاوتهای موجود میان شاخه‌های گوناگون این خرده‌فرهنگ، مورد انتقاد قرار گرفت.

## خرده‌فرهنگ روستایی
از جمله مضامین متداول در خرده‌فرهنگ موسیقی کانتری یا روستایی می‌توان به طلاق، نوشیدن و مشروبات الکلی، به هم خوردن روابط افراد و شرایط زندگی مشکل‌دار اشاره کرد که می‌تواند خطر  فکر کردن به خودکشی  را در فرد شنونده تحت تأثیر قرار دهد. علاوه بر این، شنوندگان این سبک از موسیقی به دلیل تمایل بیشتر برای مالکیت اسلحه و اختلال در ازدواج، در معرض خطر بیشتری قرار دارند. ۶۱٫۸٪ صاحبان اسلحه خود را طرفدار موسیقی سبک کانتری معرفی می‌کنند. 
در مطالعه ای که توسط هاروارد انجام شده، نمایان شده که درصد بیشتری از دارندگان اسلحه در ایالت‌های روستایی زندگی می‌کنند و نیز یک هم‌بستگی مستقیم میان تیراندازی با اسلحه‌های خانگی با خودکشی در چنین ایالت‌هایی وجود داشته‌است. بیشتر اشعاری که توسط هنرمندان سبک روستایی سروده شده و به مرحله آهنگ‌سازی می‌رسند، اغلب باده‌نوشی را به عنوان روشی عادی برای مقابله با مسائل شخصی به تصویر می‌کشند. نشان داده شده‌است که مصرف الکل تأثیر مستقیمی بر خطر خودکشی دارد. طلاق، قوی‌ترین پیش‌بینی کننده خودکشی است. 
موسیقی سبک روستایی همچنین از طریق اثرات متقابل در متغیرهای دیگر قادر به تأثیر در فرایند خودکشی است. برای اینکه خودکشی از راه گوش دادن به موسیقی سبک روستایی بر مخاطب تأثیر بگذارد، می‌بایست مخاطب شخصاً درگیر موضوع خودکشی باشد. فرزندان طلاق به‌طور معمول یکی از بهترین گزینه‌های جذب شدن به این سبک موسیقی هستند. پیام‌های موجود در ترانه‌های عاشقانه غم‌انگیز این سبک، بیش از آن‌که بر سایر خانواده‌ها یا سفیدپوستان ساکن شهرها تأثیر بگذارد، فرزندان طلاق را تهییج می‌کند. 
از نظر جغرافیایی، بسیاری از طرفداران عموماً در مناطق جنوب غربی ایالات متحده قرار دارند. موقعیت جغرافیایی هواداران به خطر خودکشی کمک می‌کند، به طوری که زندگی در مناطق جنوب غربی، آنها را در معرض خطر بیشتری قرار می‌دهد. در این مناطق، جمعیت هواداران به دلیل پیوند با وضعیت اقتصادی-اجتماعی طبقه متوسط پایین و فشار ناشی از فقر در معرض خطر هستند. شاخص‌های فقر که در موسیقی سبک کانتری به ظهور می‌رسند، از خانوارهای بدون لوله‌کشی، میزان مرگ و میر نوزادان، درصد خانوارهای زن‌سرپرست، درصد خانواده‌هایی که به کودکان وابسته کمک می‌کنند و خانواده‌هایی که درآمد آنها کمتر از ۲٬۵۰۰ دلار در سال است، سرچشمه می‌گیرد. فقر ساختاری با موضوعات مطرح شده در موسیقی سبک روستایی در یک موازات قرار دارد و این باعث می‌شود به‌ویژه طرفداران این سبک، بیش‌تر در معرض خطر باشند.